# سيلفي (مسلسل)
سيلفي هو مسلسل تلفزيوني رمضاني كوميدي سعودي. بدأ عرضه في سنة 2015 على إم بي سي. وتبلغ مدة الحلقة الواحدة 43 دقيقة. وهو من إخراج أوس الشرقي.بطولة ناصر القصبي والعديد من الممثلين السعوديين والعرب.يحاول المسلسل معالجة قضايا المجتمع السعودي بإطار كوميدي ساخر. فلكل حلقة قصة.

## تمثيل
- ناصر القصبي
- عبد الحسين عبد الرضا
- سعيد سالم
- هيا الشعيبي
- طارق العلي
- عبد الإله السناني
- خالد سامي
- عبد الله السناني
- وجنات الرهبيني
- عبير أحمد
- عبد المحسن النمر
- آلاء شاكر
- مريم الغامدي
- ليلى إسكندر
- بشير الغنيم
- محمد الطويان
- هنوف خربطلي
- حبيب الحبيب
- ريماس منصور
- مرح جبر
- سناء بكر يونس
- أغادير السعيد
- يوسف الجراح
- عبدالله عسيري
- عبدالعزيز المطرودي
- مبارك المانع
- شافي الحارثي
- أياد راضي
- أسعد الزهراني
- طارق النفيسي
- عبد الله الزهراني
- أمينة العلي
- غصون الطحان
- شيلاء سبت
- زارا البلوشي
- أفنان فؤاد
- وئام الدحماني

## ردود الفعل
أثارت الحلقة الأولى من المسلسل ضجة كبيرة في مواقع التواصل الاجتماعي بعد أن تقمص ناصر القصبي دور رجل دين تائب بعد ما كان يبحث عن الشهرة من خلال الغناء.
وطالب القصبي منتقدي الحلقة الأولى من مسلسل سيلفي بالهدوء، مشيرا إلى أنهم ما زالوا في اليوم الأول من شهر رمضان.

### تهديد بالقتل
تلقى القصبي تهديدا بالقتل من داعش بعد أن انتقدهم بشدة في الحلقة الثانية والثالثة من المسلسل بعد عرضها بساعات قليلة.